# NGC 3760
NGC 3760 (i NGC 3301) je galaktika vrste SB0 u zviježđu Lavu. U prvoj inačici Novog općeg kataloga razvrstana je kao posebna, a poslije je utvrđeno da se radi o istoj galaktici kao i NGC 3301.

## Vanjske poveznice
- (eng.) SEDS: NGC 3760
- (eng.) Revidirani Novi opći katalog
- (eng.) Izvangalaktička baza podataka NASA-e i IPAC-a
- (eng.) Astronomska baza podataka SIMBAD
- (eng.) VizieR